# Sphaerospira cookensis
Sphaerospira cookensis är en snäckart som först beskrevs av Brazier 1875.  Sphaerospira cookensis ingår i släktet Sphaerospira och familjen Camaenidae. Inga underarter finns listade i Catalogue of Life.